# Dominikanerkloster Soest

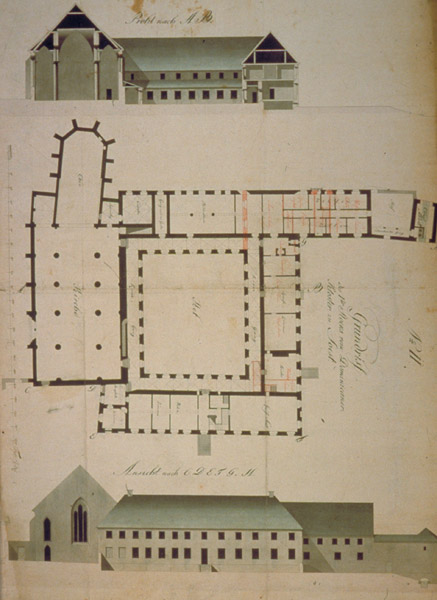
Plan und Ansicht des Dominikanerklosters Soest aus dem Jahr 1813

Das Dominikanerkloster Soest (auch Schwarzes Kloster genannt) wurde zwischen 1228 und 1232 gegründet. Es bestand bis zur Auflösung 1812, die ehemalige Klosterkirche Zum heiligen Kreuz als Gebäude bis 1820/21.

## Geschichte
Die genauen Gründungsumstände und ersten Förderer sind unbekannt. Ob die Edelherren von Plettenberg zur Gründung maßgeblich beigetragen haben, lässt sich durch die Quellen nicht belegen. Allerdings führt Johann Diederich von Steinen in seiner Westfälischen Geschichte aus: „1231, Rabodo von Plettenberg ist der Hauptstifter des Dominicaner Klosters zu Soest“. Wie der Franziskanerorden mussten auch die Dominikaner in Soest sich mit dem Widerstand der Pfarrgeistlichkeiten der Stadt auseinandersetzen, die die neuen Orden als Konkurrenz ansahen. Päpstliche Privilegien bestätigten 1265 und 1305 die Rechte der Predigerorden. Im Jahr 1241 wurde das Kloster vom Dominikanerorden als Vollkonvent anerkannt. Zu dieser Zeit muss der Konvent daher mindestens zwölf Mitglieder gehabt haben. Zu den Klosterämtern gehörten Prior, Subprior und Lektor.
Der Konvent gehörte zu dieser Zeit zur Ordensprovinz Teutonia, später zur Provinz Saxonia. Dies stieß auf den letztlich vergeblichen Widerstand der Kölner Erzbischöfe als Landesherren, gehörte Köln doch selbst weiterhin zur Provinz Teutonia. Das Kloster lag im Pfarrbezirk der Wiesenkirche. Mit dessen Pfarrer kam es 1288/89 zu einem Prozess um die Pfarrrechte. Papst Benedikt XI. grenzte die Rechte der Weltgeistlichen, Bischöfen und des Predigerordens voneinander ab. Die beiden Predigerorden in Soest stimmten ihre Bereiche untereinander ab. Mit den Minoriten einigte man sich über die vor der Hauptkirche St. Petri abwechselnd zu haltenden Predigten und über Prozessionen. Der Soester Dominikanerkonvent betreute seit 1251 das Dominikanerinnenkloster Paradiese bei Soest und seit dem 15. Jahrhundert auch das Kloster Galiläa bei Meschede. Zu den bekannten Brüdern gehörte Jakob von Soest.
Nach der Einführung der Reformation in Soest 1531/32 mussten die Dominikaner Einschränkungen hinnehmen. Allerdings konnte sich der Orden in der Stadt behaupten. Er widmete sich der Seelsorge der katholisch gebliebenen Minderheit. Immerhin bestand der Konvent 1754 aus 40 Brüdern. Durch einen Rückgang der Einkünfte verschlechterte sich die wirtschaftliche Lage am Ende des 18. Jahrhunderts. Im Jahr 1814 wurde die Gemeinschaft aufgehoben. Am Ende gab es noch sieben Patres und fünf Laienbrüder. Die Klosterkirche Zum heiligen Kreuz wurde 1820 abgebrochen. 
Vom ehemaligen Kloster ist noch ein Flügel erhalten, der mit einem benachbarten Kaufhaus baulich verbunden ist. In Soest erinnert noch der Straßenname der Fußgängerzone Brüderstraße sowie das Gasthaus Mönchshof (Namensbezug aber möglicherweise unhistorisch) an die Präsenz der „Schwarzen Brüder“ im Nordwesten der Altstadt. Das Klosterarchiv befindet sich heute im Staatsarchiv Münster.